# المسرح الروماني بتبسة
المسرح الروماني بتبسة و يقع المعلم بوسط مدينة تبسة تحت مسؤولية، الديوان الوطني لتسيير و استغلال الممتلكات الثقافية المحمية، و أدرج ضمن المخطط السياحي المعتمد بالولاية، و كان محل زيارات للعديد من الوفود الأجنبية، و الطلبة والباحثين، حيث أجريت حوله دراسات و بحوث و كان موضوع مذكرات و رسائل  تخرج.

## تاريخ

### الإنشاء
بني المسرح في عهد القنصل الخامس الإمبراطور فيسباسيانوس عام 75م، على شكل مدرج أو مسرح، لممارسة الألعاب و فنون القتال، بين المصارعين و الفرسان و أسرى الحروب، فضلا عن استخدامه كفضاء للعروض المسرحية و الحفلات.

### الإكتشاف
في عام 1859، تمكن الباحث «هول» من اكتشاف أول أجزاء المسرح ، التي كانت مدفونة تحت التراب، و واصل الباحثون التنقيب، إلى غاية 1968، السنة التي تم خلالها الإعلان عن التوقف النهائي عن البحث عن باقي أسرار هذا المعلم، على الرغم من أن أجزاء كثيرة منه، لا تزال مجهولة إلى غاية اليوم.

## وصف المسرح
هذا المعلم عبارة عن نصب دائري ضخم، محاط بمدرجات حجرية تتسع لـ 07 آلاف متفرج، و يمكن الوصول إليه من عدة جهات، و يتراوح قطره بين 50 و 65 م، و يضم 04 مداخل، و العديد من الحجرات للفرسان و العبيد، و كذا الحيوانات المفترسة، ناهيك عن بعض المداخل الخاصة، بالنوادي المعنية بالمشاركة في مختلف العروض.

## وصلة خارجية
- المسرح المدرج

## أنظر أيضا
- مسرح الروماني سكيكدة
- تيمقاد